# I Am (álbum de Pete Townshend)
I Am es un álbum tributo a Meher Baba que incluyó a músicos como Pete Townshend, Billy Nicholls y Michael Da Costa, publicado en 1972. El álbum incluyó la versión original de «Baba O'Riley», interpretada por Townshend, sin letra y con casi diez minutos de duración, casi el doble de la versión incluida en Who's Next. 
Supone el segundo álbum dedicado a Meher Baba tras Happy Birthday, y fue seguido cuatro años después de With Love. Los tres discos fueron posteriormente recopilados en el álbum Jai Baba.

## Lista de canciones
Cara A
1. Billy Nicholls, Katie Mclnnerney, Caleb Quaye: "Forever's No Time at All"
2. Mike Da Costa: "How to Transcend Duality and Influence People"
3. Mike Da Costa: "Affirmation" (Costa)
4. Pete Townshend: "Baba O'Riley" (Demo)

Cara B
1. Billy Nicholls: "This Song Is Green"
2. Hank Mindin: "Everywhere I Look This Morning"
3. David Hastilow: "Dragon"
4. Pete Townshend: "Parvardigar"